# Aurel Lazăr
Aurel Lazăr (ur. 5 sierpnia 1872 w Oradei, zm. 18 listopada 1930 tamże) – rumuński prawnik, polityk narodowo-liberalny, samorządowiec, poseł, burmistrz Oradei, doktor nauk prawnych.

## Życiorys
Ukończył Liceum Norbertanów w Oradei, Akademię Prawa w tym samym mieście oraz Wydział Prawa Uniwersytetu w Budapeszcie. Był jednym z sześciu delegatów Partii Narodowo-Liberalnej, którzy wraz z sześcioma innymi delegatami socjaldemokratów utworzyli Centralną Rumuńską Radę Narodową. Był przewodniczącym Rumuńskiej Rady Narodowej z Oradei i Bihoru. Uczestniczy w Wielkim Zgromadzeniu Narodowym z Alba Iulia jako delegat z okręgu Aleş. Został wybrany członkiem Wielkiej Rady Narodowej Transylwanii. Był członkiem założycielem Związku Prawników Związkowych z Rumunii. W 1897 wśród założycieli Instytutu Kredytowego i Oszczędności Bihoreana – został członkiem zarządu tego banku, a później był jego prawnikiem.
Wybuch I wojny światowej oznaczał dla niego, podobnie jak dla wszystkich czołowych działaczy rumuńskich w Siedmiogrodzie, permanentne szykany ze strony władz austro-węgierskich. Był wielokrotnie prześladowany za odmowę podpisania przysięgi wierności monarchii austro-węgierskiej.
Niewystarczająca wiedza i doświadczenie uniemożliwiły mu zdobycie mandatu poselskiego zarówno w wyborach 1901, jak i 1910, ale potem wybrany został posłem do parlamentu rumuńskiego, w tym piastował funkcję wiceprzewodniczącego Izby Deputowanych. Był także przewodniczącym Krajowego Stronnictwa Ludowego z Bihoru. 7 czerwca 1930 wybrano go na burmistrza Oradei. Zmarł wkrótce potem.
W 2007 wzniesiono mu brązowy pomnik w Oradei, zaprojektowany przez Ioana Mihele, który mierzy 2,30 metra wysokości i waży niecałe 400 kilogramów.